# Albertine von Grün

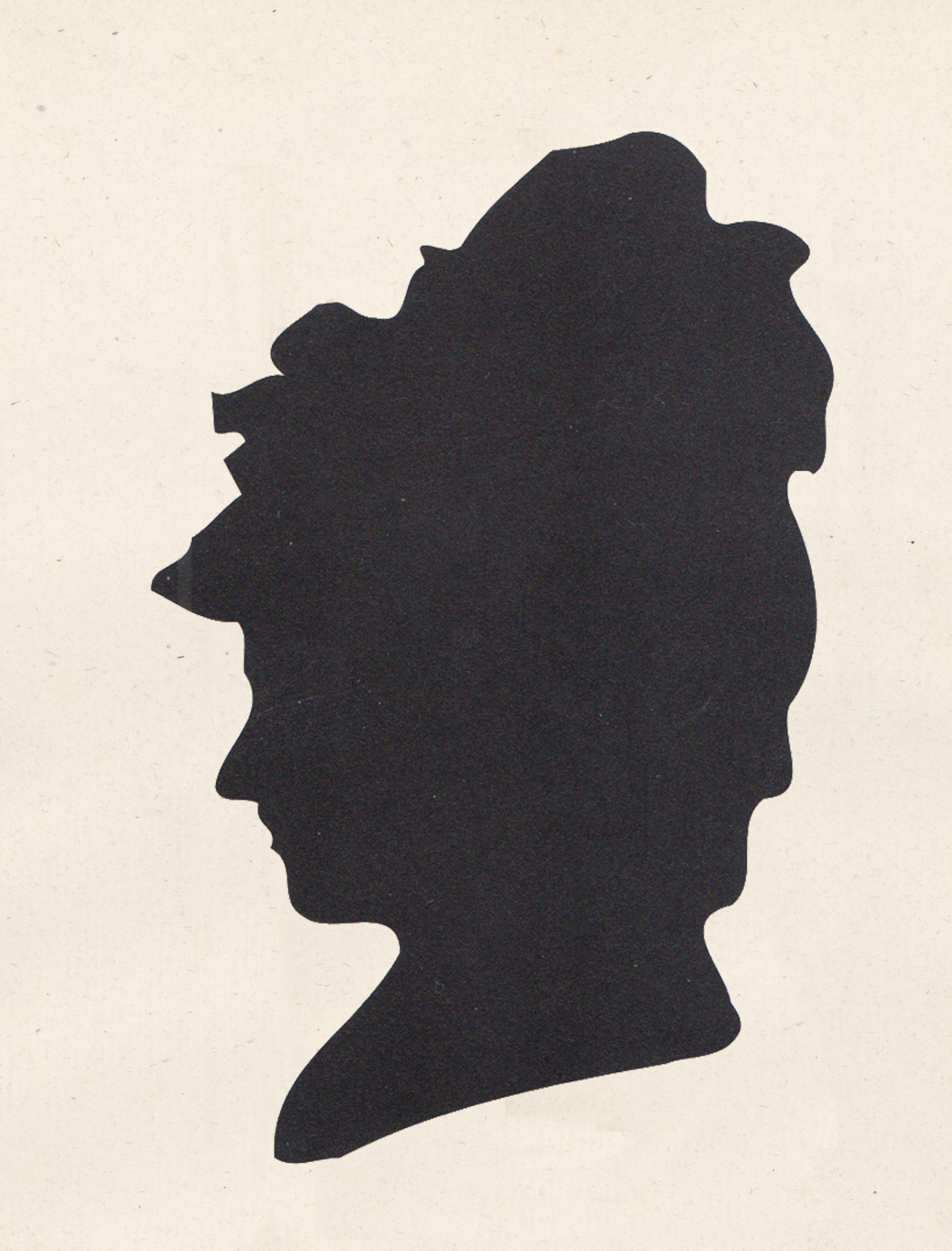
Schattenriss Albertine von Grün. Zeichner nicht überliefert

Albertine von Grün (* 11. Oktober 1749 in Hachenburg; † 12. Mai 1792 ebenda) war eine talentierte, gefühlsbetonte Schreiberin der Sturm-und-Drang-Zeit. Sie wurde vor allem bekannt durch ihre Briefe an den Darmstädter Literaturkritiker Johann Heinrich Merck, den Gießener Jura-Professor Ludwig Julius Friedrich Höpfner und dessen Frau Marianne, die alle zum Bekannten- bzw. Freundeskreis von Johann Wolfgang von Goethe gehörten.

## Leben

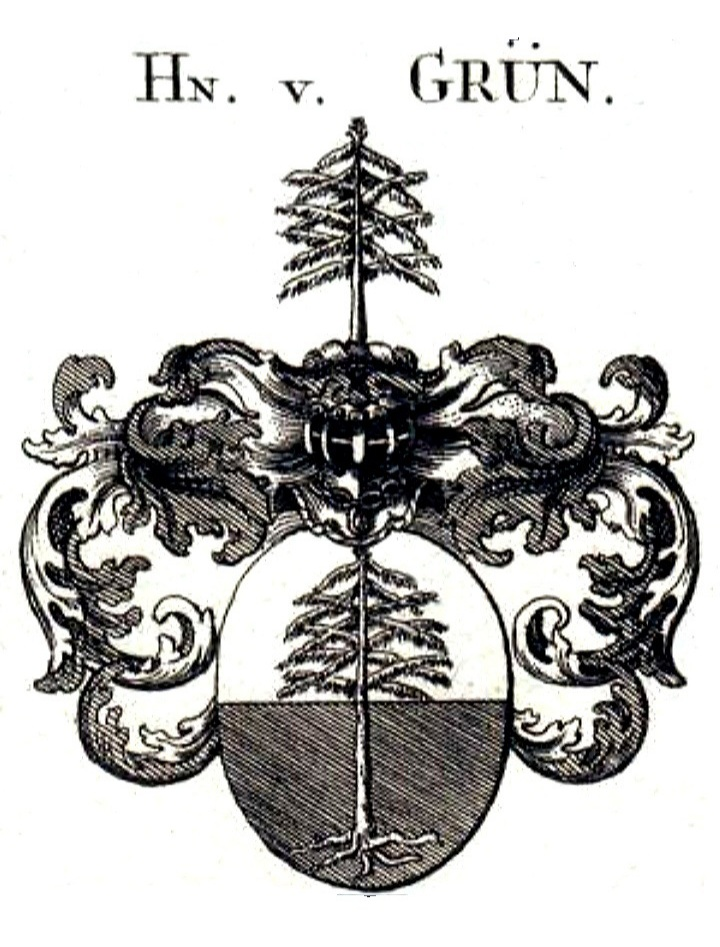
Wappen der Familie von Grün zu Hachenburg

Albertine von Grün stammte sowohl von väterlicher als auch von mütterlicher Seite aus Beamtenfamilien. Ihr Vater Detmar Heinrich Grün (1714–1791) war hochgräflicher Kanzleirat in Hachenburg und wurde um 1779 geadelt. Ihre Mutter Louise Charlotte Katharine Clotz (6. Januar 1722 in Butzbach –1752), zu deren Vorfahren Ratsherren in Wetzlar, mit den Brüdern Johannes und Siegfried  Clotz zwei hessische Kanzler und höhere Beamte in Butzbach zählen, heiratete mit 23 Jahren. Eine Schwester der Mutter war ab 1738 mit Christian Ernst Heinrich von Avemann verheiratet. Mit 27 Jahren gebar Albertines Mutter ihre Tochter Albertine auf dem Grünschen Hof in Hachenburg, dem Wohnsitz der Familie.

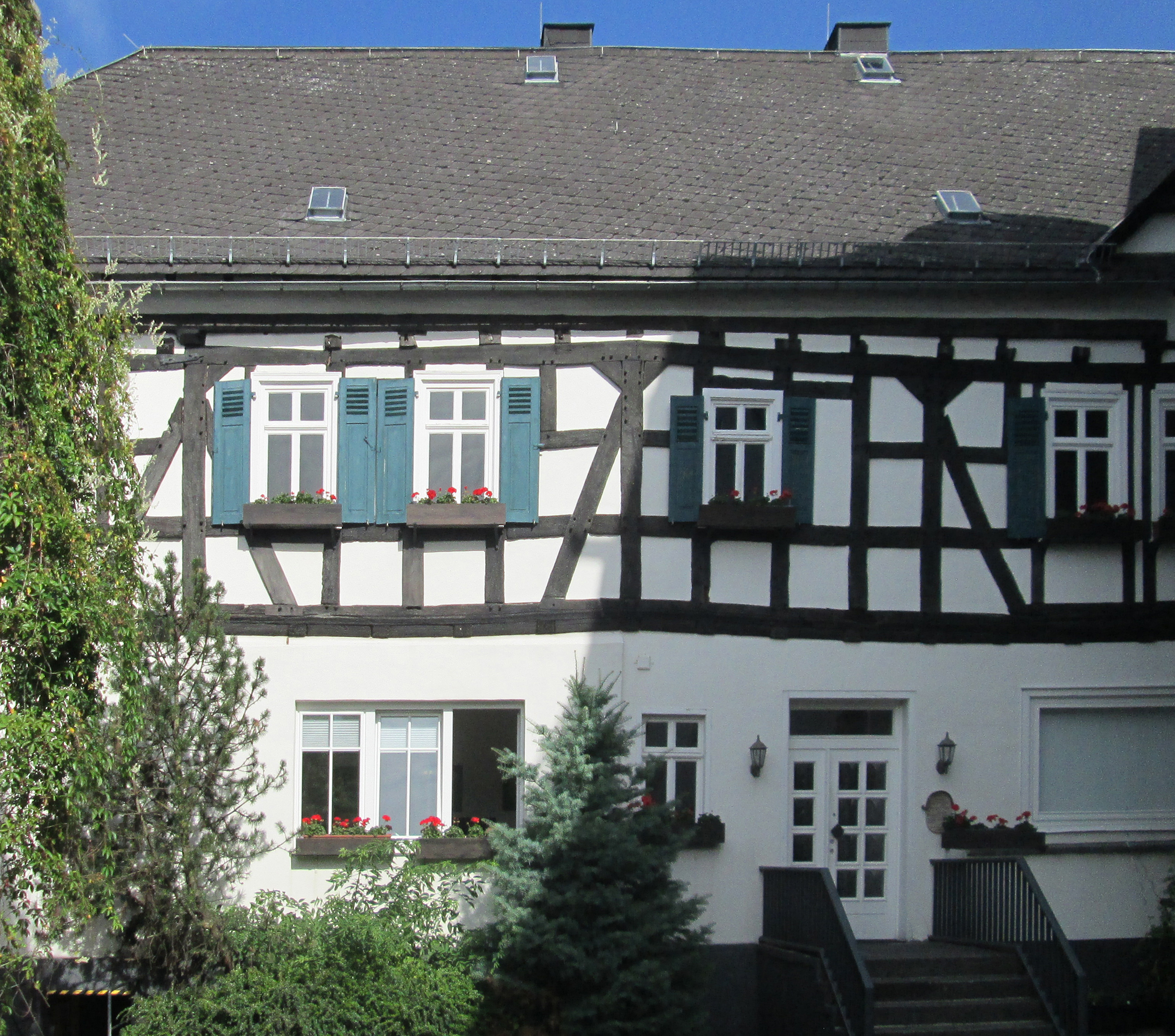
Grünscher Hof in Hachenburg. Hier wurde Albertine 1749 geboren

Zwei Jahre später brachte ihre Mutter einen Sohn zur Welt, der jedoch am Tag der Geburt verstarb. 1752 folgte die zweite Tochter Sophie Charlotte Amalie. Diese wurde die Großmutter des späteren Oberreichsanwalts Freiherr August Heinrich von Seckendorff (1807–1885). Albertines Mutter starb wenige Tage nach der Geburt von Sophie Charlotte Amalie im Wochenbett. Zwei Jahre später heiratete der Vater Maria Dorothea Boehmer (1736–1761) aus Dillenburg, Tochter des Franz von Boehmer, Nassauischer Kammerdirektor im Haag. Aus dieser zweiten Ehe gingen fünf Kinder hervor, von denen vier das Kindesalter überlebten, darunter Charlotte, die 1779 den gräflichen Regierungsrat Ludwig August von Beust heiratete, und Marianne, Albertines Lieblingsschwester. Albertines Halbbruder Franz Christian Ferdinand von Grün (* Hachenburg 24. Juni 1758, † Greiz 5. Mai 1841) wurde fürstlich Reußischer Regierungspräsident und Kanzler in Greiz.
In ihrer Jugendzeit besuchte Albertine von Grün die höhere Schule in Hachenburg, die als Lateinschule 1560 zu Zeiten der Reformation eingerichtet worden war. Doch dürfte ihr bemerkenswerter Bildungsstand auch auf Privatunterricht zurückzuführen sein, den Beamten- und Adelsfamilien ihren Kindern angedeihen ließen. Das Leben von Albertine auf dem Grünschen Hof, den ihr Vater nicht selbst bewirtschaftete, dürfte recht gleichförmig gewesen sein. Das änderte sich, als ihr Vater 1765 zum Kanzlei-Direktor aufgestiegen war und Gesandter des Wetterauischen Grafenkollegs zur Visitation des Reichskammergerichts in Wetzlar wurde. Die Visitation zur Untersuchung von Missständen am Reichskammergericht fand von 1767 bis 1776 statt. In dieser Phase besuchte Albertine von Grün mehrfach ihren Vater in Wetzlar sowie ihre Cousine Marianne in Gießen, die mit Professor Julius Höpfner verlobt war und diesen dann auch heiratete.
Der mit Albertine von Grün gleichaltrige Goethe war 1772 nach Wetzlar gekommen, wo er auf Drängen des Vaters sich als Praktikant beim Reichskammergericht einschrieb. Einer seiner dortigen Kollegen war Johann Christian Kestner, der Verlobte von Charlotte Buff. Der junge Goethe schwärmte für Charlotte und wollte sie für sich erobern, doch sie erteilte ihm eine Absage. Dieses Erlebnis, das Goethe innerlich sehr aufwühlte, verarbeitete er in seinem 1774 gedruckten Briefroman Die Leiden des jungen Werthers, der ihm europaweit große Anerkennung seiner schriftstellerischen Leistungen einbrachte. Auch Albertine von Grün, mit Lotte Buff befreundet, war sehr fasziniert von diesem Werk, zumal sie in Liebesdingen auch eine traurige Erfahrung machen musste. Sie hatte sich in Friedrich Maximilian Klinger verliebt, der im Hause von Julius Höpfner verkehrte, ihre Gefühle aber nicht in gleicher Weise erwiderte. Für ihn war die Beziehung zu Albertine von Grün nur eine „Liebelei“, was diese sehr verletzte. (Klinger, der auch zum Freundes- und Bekanntenkreis von Johann Wolfgang von Goethe gehörte, war der Verfasser des Dramas Sturm und Drang, das namensgebend für eine ganze literarische Strömung wurde.) Albertine von Grün lernte in jener Zeit auch den Literaturkritiker Johann Heinrich Merck kennen, der ein enger Freund Goethes war. Weitere gemeinsame Bekannte bzw. Freunde von Grüns und Goethes waren die Eheleute Julius und Marianne Höpfner.

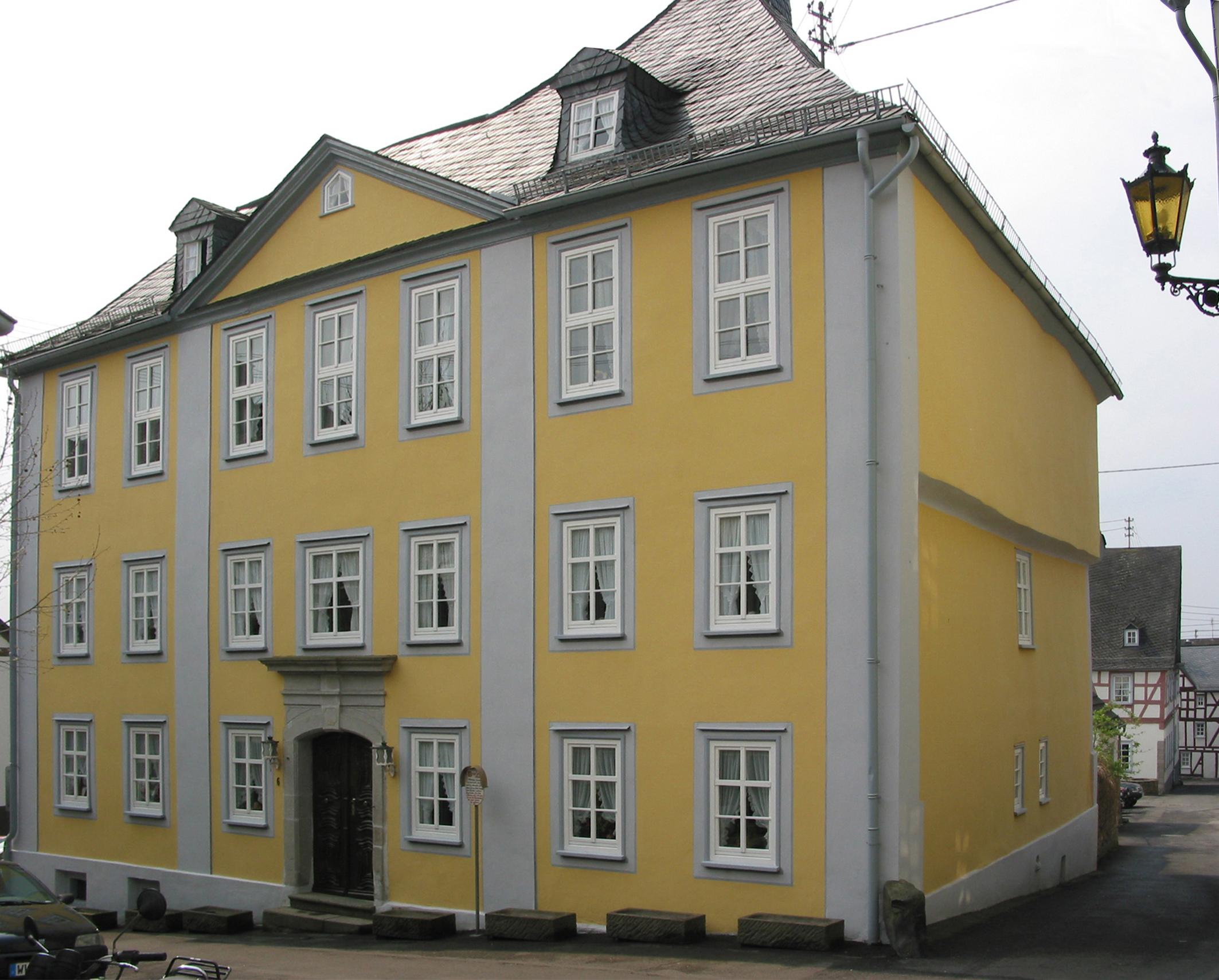
Beustsches Haus in Hachenburg. Hier lebte Albertine von Grün von 1779 bis 1789

1779 wurde Albertine von Grüns Vater als Comitialgesandter der wetterauischen und westfälischen Grafen zum Immerwährenden Reichstag in Regensburg beordert. Bei seinem Weggang wünschte der Vater, dass sie vom Grünschen Hof zu ihrer mit dem Regierungsrat Ludwig August von Beust verheirateten Halbschwester Charlotte in deren Wohnung in der Herrnstraße übersiedle. In dem später als „Beustsches Haus“ bezeichneten Gebäude hatte Albertine von Grün nur ein kleines Zimmer und die Betreuung ihrer gemütskranken Halbschwester kostete sie viel Kraft. Die meisten ihrer Briefe an namhafte Personen aus dem Umfeld von Goethe – die schon mehrfach veröffentlicht wurden und denen sie ihre Anerkennung und Wertschätzung verdankt – schrieb sie in der Zeit, in der sie dort wohnte. 1789 veranlasste ihr Vater ihre Übersiedlung nach Regensburg, da er hilfebedürftig geworden war. Als folgsame Tochter fügte sich Albertine von Grün seinem Willen. Im November 1791 starb der Vater und Albertine von Grün kehrte nach Hachenburg in den Grünschen Hof zurück. Wenige Monate später starb sie an Schwindsucht bzw. Tuberkulose, was damals eine unheilbare Krankheit war und an der sie schon viele Jahre gelitten hatte.

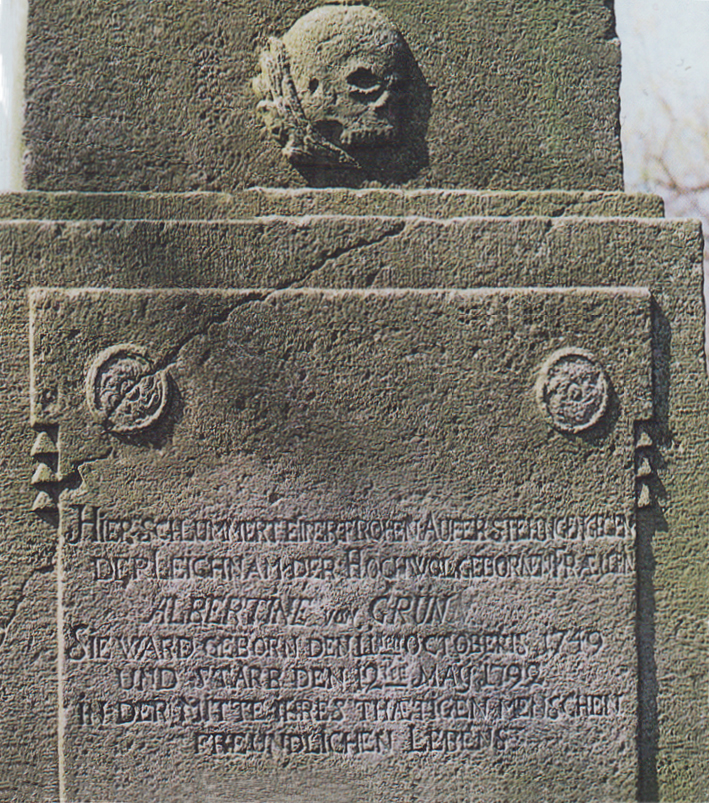
Grabstein

Albertine von Grün wurde auf dem Friedhof der St. Bartholomäuskirche im Hachenburger Ortsteil Altstadt begraben. Die Inschrift auf dem erhaltenen Grabstein lautet:
„Hier schlummert einer frohen Auferstehung entgegen der Leichnam der Hochwolgebornen Fräulein Albertine von Grün. Sie ward geborn den 11ten Octobris 1749 und starb den 12ten May 1792 in der Mitte ihres thaetigen menschenfreundlichen Lebens.“
Von Albertine von Grün gibt es zwei Silhouetten-Darstellungen. Ein Zeitgenosse beschrieb sie so: „Es war eine höchst liebenswürdige Persönlichkeit, ein geistvolles, ganz italienisches Gesicht, sie selbst lebendig, komisch (d.h. humorvoll), behaglich im Umgang, eine Seele voll Liebe und Güte.“ Nicht erwähnt wird hier, dass sie aufgrund eines angeborenen Hüftleidens hinkte.

## Werk
Briefe an Johann Heinrich Merck, Julius und Marianne Höpfner sowie Caroline von Wieger (über 70 Briefe sind erhalten). Einige Gedichte und Prosatexte (u. a. eine Westerwälder Dorfgeschichte). Erste Briefe wurden bereits 1838 veröffentlicht, 1872 folgte eine ausführliche Wiedergabe vieler Briefe in dem Buch des Wiesbadener Gymnasialdirektors Karl Schwartz : Albertine von Grün. Biographien und  Briefsammlung. 1986 wurden viel Briefe erneut editiert in Albertine von Grün – Ein Frauenleben im Umkreis des jungen Goethe, das von dem Hachenburger Brauereibesitzer Heinrich Schneider, dem Darmstädter Merck-Mitarbeiter Fritz Ebner und der Diplom-Psychologin Herta Eisnach herausgegeben wurde.

## Zitate aus den Briefen der Albertine von Grün
An Merck:
„Hachenburg, 26. Dezember 1784 ... Und nun noch eine tragische Geschichte von unserer Toleranz! Seit dem westfälischen Frieden, glaube ich, sind hier in unserer Hauptkirche reformierte und lutherische Gemeinden wenigstens alle Sonntag zweimal eine nach der anderen ruhig aus- und eingegangen. Weil alles eitel und vergänglich ist, so wurde auch diese Kirche so baufällig, daß Menschen Gefahr liefen darinnen todt zu bleiben. Da mußte sie also vor fünf Jahren neu aufgebaut werden. In der alten Kirche waren zwei Spinnenbesen. Davon wurde einer bei dem neuen Kirchenbau entwendet. Nun stritten sich unsere Geistlichen, ob es der reformierte Spinnenbesen oder der lutherische gewesen sei, der entwendet worden. Darüber bleibt unsere Kirche so ungesäubert, daß die armen Laien bald im Schmutz ersticken. Ich bot ihnen einen Spinnenbesen von einem ganz anderen Glauben an, der so tolerant war, daß er reformierte und lutherische Spinnengewebe  fegen wollte. Aber wie kam dieser arme Besen an! Er wäre bald vom Pöbel zerrissen und von der Geistlichkeit verbrannt worden ...“
An Merck:
„Caspar, Melchior, Balthasar - 1785 Erlauben Sie, bester Herr Kriegsrath, daß ich mein Geschmier heute an Sie fortsetzen darf. Ich muß nur meinen Fehler gestehen, daß es schon am vorigen Posttag geschehen wäre, wenn ich nicht seit dem 26. schon ein förmliches Catarrfieber und den großen Reichstag der Schweineschlachterei hätte überleben müssen. Sie müssen wissen, daß ich in dieser Anatomie immer Prosektorin (Zerlegerin) sein muß; denn niemand kann bessere Bratwürste, Schwartenmagen, Leber- und Blutwürste machen als dero gehorsame Dienerin (doch ohne mich zu rühmen). Lachen muß ich manchmal, was für ein wunderlicher Mischmasch in meiner Sphäre ist, von meiner Malerei zum Schnitzendörren, von Büchern zum Schwartenmagenmachen und so mehr - und doch (nehmen Sie mir's nicht übel) bin ich bei diesen Dingen gleich gerne und gleich vergnügt.“
An Julius und Marianne Höpfner:
„2. Mai 1787 Ich muß gestehen, daß der Himmel mir Halb-Narren eine schwere Plage an den Hals gehangen hat. Überhaupt sollte man ersäufen jedes weibliche Geschöpf, das nur ein Quentchen mehr Bedürfnis hätte, seinen Geist zu nähren, als nötig wäre, Küche und Keller zu besorgen und eine fleißige Hauswirtin zu sein. Ich bin gerne und fröhlich bei solchen Dingen, aber ich bedarf Nahrung für meine Seele dazu, und das macht mich unglücklich, daß ich sie nicht finde, wie ich wünsche.“

## Albertine von Grüns Beziehung zu Johann Heinrich Merck
Schneider/Ebner/Eisnach schreiben hierzu in ihrem Buch (siehe Literaturverzeichnis): „Albertines Beziehung zu Merck war eine auf gegenseitigem Wohlwollen und Vertrauen beruhende Freundschaft, deren Zeugnisse nur leider einseitig vorliegen (da seine Briefe nicht erhalten sind). Merck hat Albertine in Hachenburg besucht, sie ihn in Darmstadt, dabei hat sie in seinem Haus gewohnt. Er hat mit ihr zusammen Goethes Mutter in Frankfurt aufgesucht.“ Er schenkte ihr „liebe Sächelchen“ und Handzeichnungen von sich und Goethe. Merck zeigte Interesse und Anteilnahme am Leben von Albertine und ihren Beschäftigungen. Sie unterhielt ihn mit allerlei Begebenheiten und Vorkommnissen in Hachenburg in einer so munteren, humorvollen und anschaulichen Art, dass Merck, der gefürchtete, scharfe Literaturkritiker, sie mit Recht lobte. Die Briefe, die Albertine ihm schrieb, beeindruckten Merck wohl sehr, denn er bewahrte sie sorgfältig auf. Insbesondere diesen Briefen verdankt Albertine, dass sie nicht in Vergessenheit geriet.

## Albertine von Grün und Goethe
Albertine von Grün hat mit Goethe nie persönlich gesprochen, soweit sich das auf der Basis der erhaltenen Briefe feststellen lässt. Sie hat ihn aber in Wetzlar aus Distanz gesehen, wie aus dem Brief an ihre Darmstädter Freundin Caroline von Wieger hervorgeht: „Ich, Albertine von Grün, Tochter des Subdelegierten von Grün – Freundin Lottes – habe ihn – Goethe – einmal gesehen und er mich vermutlich nur ein halb mal, denn er war damals in Dämmerung (Traurigkeit) versunken, obwohl seine Sonne (gemeint ist Lotte) um ihn schien.“
Als Albertine von Grün eine unsichere und tatsächlich fälschliche Nachricht vom Tod Goethes erhielt (er hatte einen Unfall gehabt, bei dem er fast ertrunken wäre), schrieb sie an Marianne Höpfner: „Goethe, guter Goethe, könnte ich Dich doch der Vorsehung abdringen, wenn Du dahin bist! Du warst gewiß ein guter Mensch. Wenn ich Dich schon nicht gekannt habe, so glaube ich 's doch ganz gewiß, Du hättest unmöglich so viele Empfindung denken können, wenn Du nicht auch eine große, edle Seele gehabt hättest. Wo bin ich, Gott im Himmel! Verhüte, daß ich mich errege, mit dem schrecklichsten Gedanken plage. Ich blicke den Himmel mit wehmütigen Tränen an, stütze mich auf meine zitternde Hand und denke, wenn die Sonne heute noch einmal unter den Wolken hervorkommt, so kann es unmöglich sein, daß der große Mensch dahin ist. Die Sonne kommt langsam und traurig, doch habe ich sie nie mit schönerer Pracht gesehen, denn mir schien es, sie käme mich zu trösten. Nie sind heiligere Tränen geweint worden, als ich um ihn weine.“

## Albertine von Grün im Urteil der Nachwelt
Heinrich Gross schrieb 1882 in Deutschlands Dichterinnen und Schriftstellerinnen über Albertine von Grün: „Eine originelle Frauengestallt aus der Zeit des "Werther", deren Briefe an Höpfner, Frau Marianne Höpfner und Merck einen geistvollen, witzigen und zugleich empfindsamen Mädchengeist bekunden.“
Die Schriftstellerin Charlotte Westermann widmete 1913 Albertine von Grün in ihrem Buch Briefe der Liebe aus deutscher Vergangenheit folgende Zeilen: „In ihren Briefen hielt sie den Männern, denen sie nahegekommen war, recht deutliche Spiegel vor, nicht zuletzt aber auch sich; sie sah sich oft als komisch und tanzte wie ein Kobold über ihr eigenes Herz hinweg. Ihr schönes, südliches Gesichtchen zeigte sich den Freunden unverhüllt und leidenschaftlich: den Dichter von "Sturm und Drang" vergaß sie nie, und Maximilian Klinger war schon längst in Rußland und ihr auf immer unerreichbar, über sich selbst verwundert, ihn als den einzig Geliebten aus der Erinnerung beschwor.“
Germanistik-Professor Adolf Bach (1890–1972) stellte Albertine von Grün 1925 in seinem Aufsatz wie folgt dar: „Dies ist das Bild des Westerwälder Fräuleins aus der Wertherzeit, das ich hier entwerfen wollte, und die Geschichte des einst so leidenschaftlich schlagenden Menschenherzens, das vor nun fast 200 Jahren unter dem schlichten Stein auf dem Hachenburger Friedhof endlich zur Ruhe kam. Wahrlich, eine rührende Gestalt ist diese Albertine von Grün! In ihren Briefen pulst noch heute das schöne rote Leben, frisch wie am ersten Tag, und die Stimme, die aus ihnen zu uns durch der Zeiten Raum herüberdringt, bewegt unser Herz noch zu derselben Ergriffenheit wie zu ihrer Zeit das ihrer Freunde.“
Im Nassauischen Heimatkalender von 1930 wurde Albertine von Grün folgendermaßen charakterisiert: „In dem Wesen und Schicksal der Albertine von Grün spiegelten sich große Zeitgefühle, literarische Strömungen und hervorragende Persönlichkeiten der allgemeinen deutschen Kulturgeschichte wie in einem lebendigen, reinen Glase wieder.“
Die Stadt Hachenburg widmete Albertine von Grün eine Straße. Auch in dem Hagenberg-Film von Thomas Sonnenschein zur 700-jährigen Stadtgeschichte Hachenburgs ist eine Szenenfolge der Albertine von Grün gewidmet. In dem Buch Meine Albertine von Grün, das Rudi Grabowski 2014 herausgab, haben 25 Menschen aus Hachenburg und Umgebung ihren Bezug zu Albertine von Grün dargestellt.

## Literatur

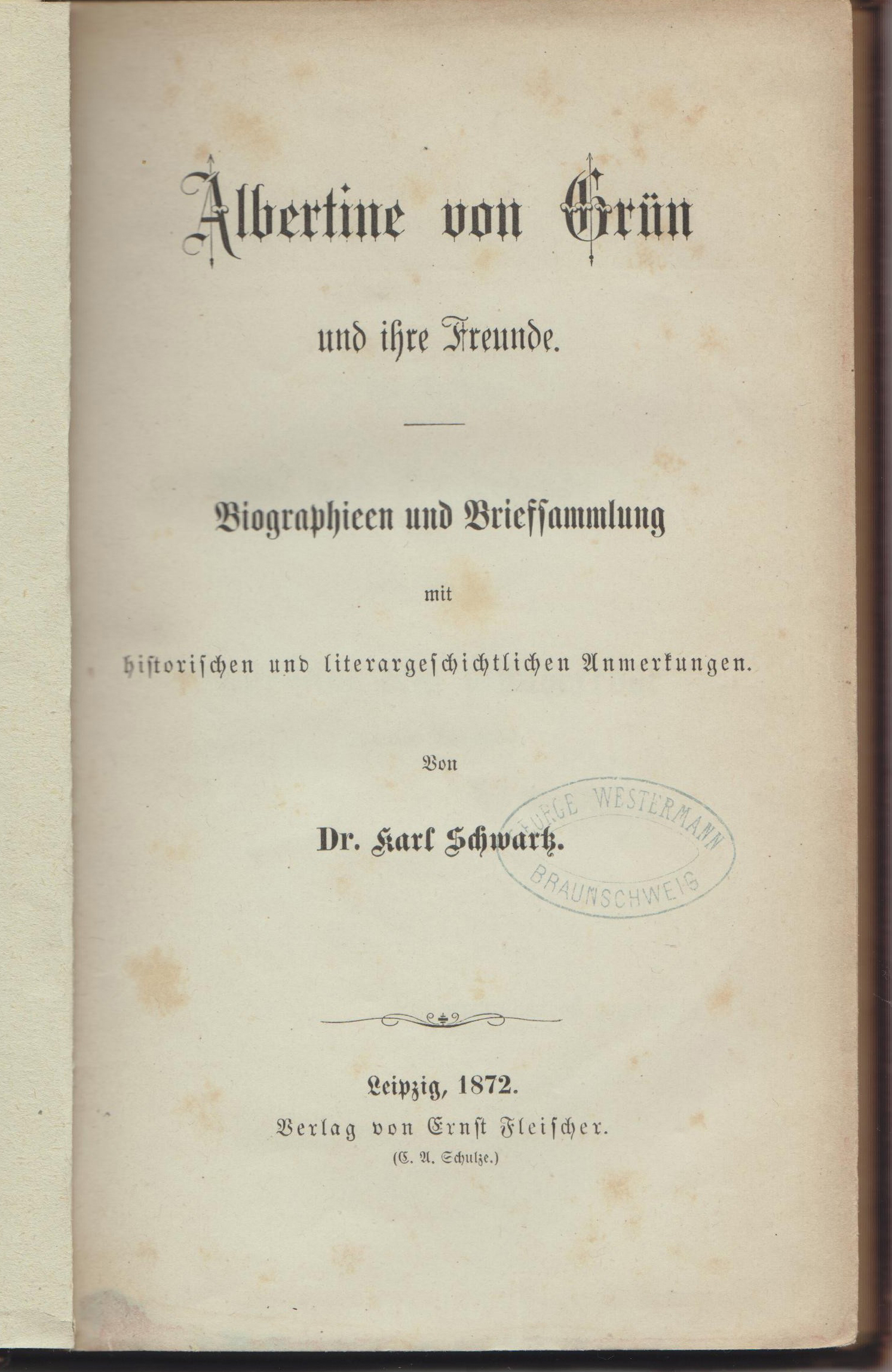
Karl Schwartz: Albertine von Grün und ihre Freunde.